# 개두포

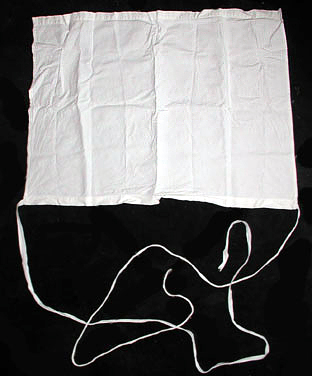
개두포 사진

개두포(蓋頭布/蓋頭袍, 라틴어: amictus)는 주로 로마 가톨릭교회에서 사용하는 전례복이다. 사제가 장백의를 입기 전에 두르도록 흰 색 아마포로 만든 직사각형 모양의 천이다. 천의 양쪽 끝에는 끈이 달려 있다.

## 기도문과 상징
개두포를 두르면서 바치는 기도(트리엔트 미사경본)에서는 개두포에 '구원의 투구'라는 상징적 의미를 부여한다. 기도문은 아래와 같다.
주님, 제 머리에 구원에 투구를 씌우시어 마귀의 공격을 막아 내게 하소서
(라틴어: Impone, Domine, capiti meo galeam salutis, ad expugnandos diabolicos incursus.)